# Мур, Киффер
Киффе́р Робе́рто Франси́ско Мур (англ. Kieffer Roberto Francisco Moore; род. 8 августа 1992, Торки, Девон) — валлийский футболист, нападающий валлийского клуба «Рексем» и национальной сборной Уэльса.
В начале карьере выступал за клубы «Торки Юнайтед» и «Труро Сити». В 2013 году в Чемпионшипе дебютировал за «Йовил Таун». Провёл короткое время в норвежском «Викинге», в котором сыграл в 9 матчах. В сезоне 2018/2019 попал в команду года по версии ПФА.
В 2019 году получил вызов в сборную Уэльса и принял участие в чемпионате Европы 2020.

## Биография

### Ранние годы
Родился в Торки, Девон. До 12 лет выступал в молодёжной команде «Торки Юнайтед», которая была вынуждена закрыться из-за финансовых проблем. На любительском уровне, выступал за «Пейнтон Сейнтс» из футбольной лиги Южного Девоншира, в котором за два сезона забил 47 мячей в 43 матчах. В июле 2012 года, Мур подписал контракт с клубом Южной Национальной лиги — «Труро Сити». 18 августа 2012 года дебютировал за «белых тигров» в проигранном матче против «Биллерикей Таун» (2:1). Через неделю, в матче против лидера Южной Национальной лиги «Солсбери Сити», забил свой дебютный гол за команду. Через три дня, Мур отметился голом со штрафного удара против «Уэстон-сьюпер-Мэр» и помог «Труро», одержать первую победу в сезоне. В период с января по февраль 2013 года, забил семь голов и после победного гола в ворота «Хейз энд Идинг Юнайтед», было объявлено что Мур перейдет в клуб «Дорчестер Таун». Покинул клуб, забив 13 голов в 24 матчах; главный тренер Ходжес назвал уход Мура «действительно большой потерей».
11 февраля 2013 года, нападающий подписал 18-месячный контракт с «Дорчестер Таун» и дебютировал в победном матче против «Бат Сити» (3:2). В следующем матче против «Бейзингсток Таун», валлийский нападающий забил свой первый гол за «сорок». 19 февраля 2013 года, Мур оформил дубль с матче против своего бывшего клуба «Труро Сити» и забил три гола в трёх первых матчах за «Дорчестер». Из-за полученной травмы бедра, нападающий сыграл только в 13 матчах сезона и забил 20 голов, став четвёртым бомбардиром Южной Национальной лиги. В мае 2013 года, находился на просмотре в клубе «Чарльтон Атлетик».
Во время выступлений за «Труро» и «Дорчестер», работал спасателем и персональным тренером.

### «Йовил Таун»

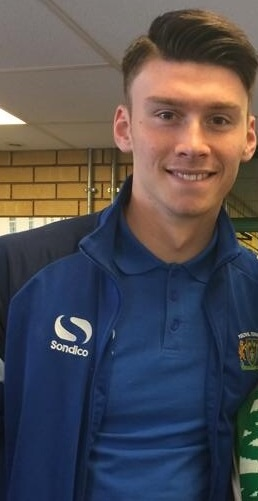
Мур в мае 2014 года.

В начале июня 2013 года, Мур прибыл на просмотр в клуб «Йовил Таун», который по итогам сезона вышел в Чемпионшип. 6 июля 2013 года «Дорчестер» объявил о соглашение с «Йовил Таун» о переходе валлийца за неразглашаемую компенсацию. 10 июля 2013 года Мур официально подписал двухлетний контракт с «Йовил». Дебютировал за клуб, выйдя за замену в матче Кубка Английской лиги против «Саутенд Юнайтед». 14 сентября 2013 года, дебютировал в матче Чемпионшипа против «Шеффилд Уэнсдей». В матче Кубок Английской лиги против «Лейтон Ориент», Мур забил свой дебютный гол за «перчаточников». В конце сезона, нападающий получил травму икроножной мышцы и пропустил последних три матча чемпионата, по итогам которого, «Йовил» вылетел в Лигу 1. В первом сезоне, он провёл 24 матча и забил 5 голов, став третьим бомбардиром клуба.
В конце сезона 2014/2015 Мур покинул «Йовил», после вылета клуба в Лигу 2.
3 августа 2015 года подписал однолетний контракт с норвежским клубом «Викинг».

### «Форест Грин Роверс»
Покинув «Викинг», Мур находился на просмотре у клубов «Эксетер Сити» и «Лейтон Ориент». 18 января 2016 года, Киффер подписал контракт до лета 2017 года с клубом «Форест Грин Роверс». Дебютировал 23 января 2016 года, на позиции центрального защитника в проигранном матче против «Брейнтри Таун». 27 февраля, в матче против «Барроу», Мур забил свой первый гол за «Роверс». По итогам сезона, нападающий помог «Форест Грин Роверс» выйти в финал плей-офф Национальной лиги против «Дувр Атлетик». Мур не смог принять участие в финальном матче из-за разрыва аппендикса после ответного полуфинал плей-офф.

### Аренда в «Торки Юнайтед»
17 ноября 2016 года, нападающий был арендован на 28 дней своим родным клубом «Торки Юнайтед». В первом матче за команду, Мур сравнял счет против «Рексема». Во втором матче против «Солихалл Мурс» валлиец впервые в карьере оформил хет-рик.

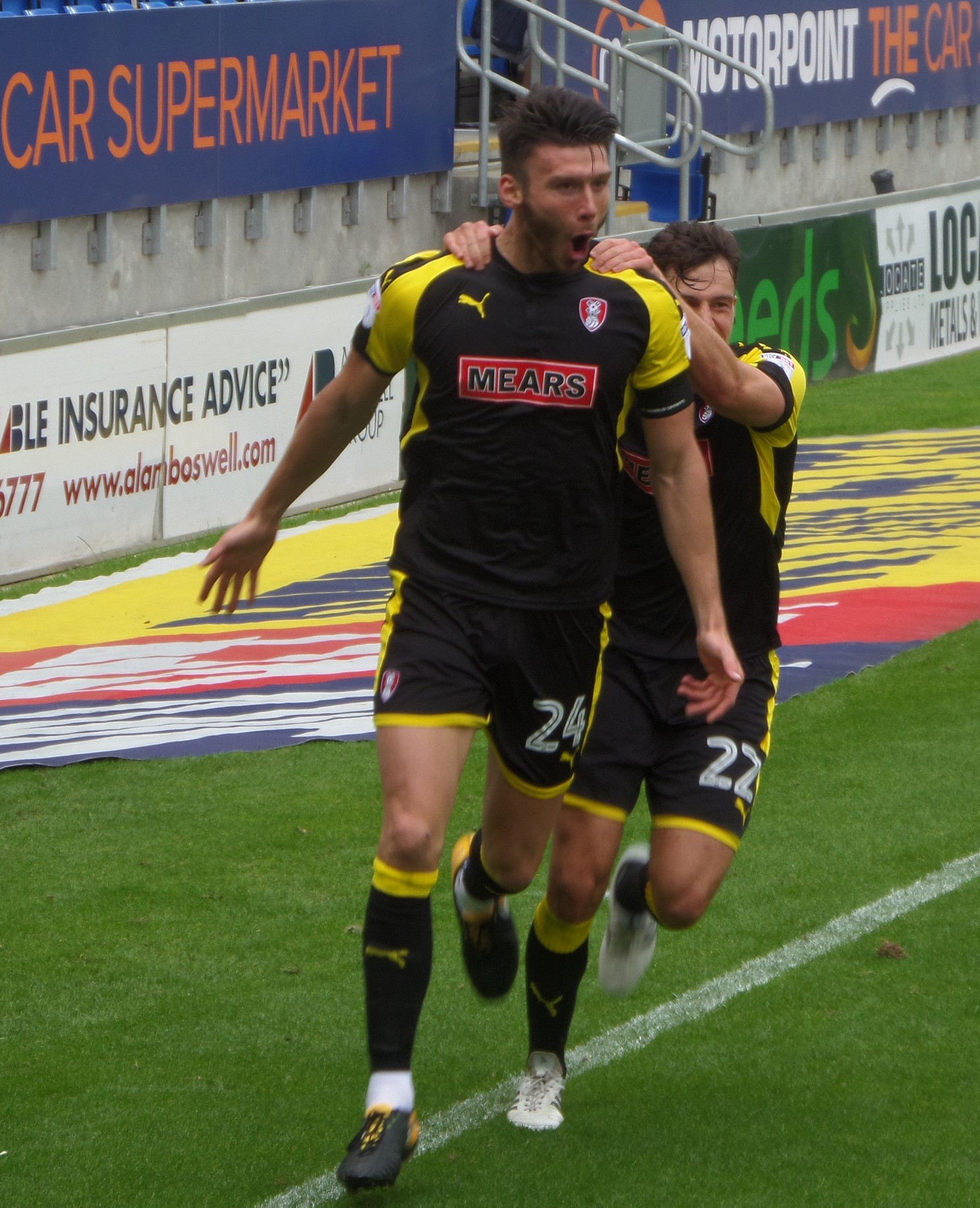
Мур празднует гол «Питерборо Юнайтед» в 2017

### «Ипсвич Таун»
14 января 2017 года, Мур подписал 18-месячный контракт с клубом «Ипсвич Таун»; сумма трансфера составила £10,000 фунтов. 21 января он дебютировала за клуб, выйдя на замену в проигранном матче против «Хаддерсфилд Таун». По итогам сезона, Мур провёл 11 матчей, во всех появляясь на замену.

### Аренда в «Ротерем Юнайтед»
10 июля 2017 года, нападающий был арендован до конца сезона клубом «Ротерем Юнайтед». В своём дебютном матче против «Саутенд Юнайтед», Мур оформил хет-трик. 9 сентября 2017 года, Мур забил два гола в ворота «Бери» и по итогам 6 матчей лиги забил 6 голов. 21 октября 2017 года после гола «Оксфорд Сити», валлиец стал лучшим бомбардиром лиги.

### «Барнсли»
8 января 2018 года, Мур подписал контракт с «Барнсли» до лета 2021 года. 20 февраля 2018 года, нападающий забил свой первый гол за клуб в проигранном матче против «Бёртон Альбион».
Во втором сезоне в составе «Барнсли», Мур стал лучшим бомбардиром команды с 17 голами в 31 матче. 9 февраля 2019 года в результате столкновения головой с защитником Габриэлем Закуани, нападающий потерял сознание на 10 минут и был доставлен в больницу. 28 февраля 2019 года стало известно что Мур пропустит конец сезона из-за серьёзной травмы головы. 24 апреля 2019 года, валлиец был назван среди пяти лучших игроков Лиги 1.

### «Уиган Атлетик»
5 августа 2019 года, Мур подписал трёхлетний контракт с клубом «Уиган Атлетик». 2 ноября 2019 года, забил свой первый гол за команду, реализовав пенальти в проигранном матче против «Суонси Сити». В феврале 2020 года, его гол «Редингу», был номинирован на гол месяца в Чемпионшипе.
14 июля 2020 года, Мур забил три гола «Халл Сити» и помог «Уигану», одержать самую крупную победу в истории (8:0). По итогам сезона, «Уиган» вылетел из Чемпионшипа.

### «Кардифф Сити»
13 августа 2020 года, валлийский нападающий подписал контракт с клубом «Кардифф Сити». 19 сентября, забил свой дебютный гол команде «Ноттингем Форест». В феврале 2021 года, Мур был признан игроком месяца в Чемпионшипе.

### «Борнмут»
31 января 2022 года, валлиец подписал контракт с клубом «Борнмут»; сумма трансфера составила £5 млн фунтов. 9 февраля 2022 года, Мур вышел на замену в матче против «Бирмингем Сити» и получил перелом ноги. Он пропустил два месяца и в первом после травмы матче, помог сыграть вничью с «Суонси Сити». 3 мая 2022 года, Мур забил победный гол в матче против «Ноттингем Форест» и вывел «Борнмут» в английскую Премьер Лигу.
6 августа 2022 года, валлиец дебютировал в английской Премьер Лиге, в матче против «Астон Виллы» и забил свой первый гол в турнире. После разгромного поражения 9:0 от «Ливерпуля» и увольнения главного тренера Скотта Паркера, Мур начал следующий матч на скамейке запасных.

### Возвращение в «Ипсвич Таун»
1 феврале 2024 года, Мур на правах аренды вернулся в «Ипсвич Таун», за который выступал восемнадцать месяцев. 3 февраля в поединке против «Престон Норд Энд» отметился дебютным дублем.

### «Шеффилд Юнайтед»
15 июля 2024 года 31-летний Мур подписал трехлетний контракт с вылетевшим из Премьер-лиги клубом «Шеффилд Юнайтед».

## Международная карьера
Мур имел право выступать за сборную Уэльса из-за дедушки по отцовской линии, который жил в Лланруге. Кроме того, с нападающим связалась Китайская футбольная ассоциация и предлагала ему выступать за сборную Китая; прадедушка Мура по материнской линии жил в Гуандуне и эмигрировал в Ливерпуль в начале 1940-х годов.
В мае 2019 года получил свой первый вызов в сборную Уэльса. 10 октября 2019 года, Мур забил свой первый гол за национальную сборную в матче отборочного турнира на чемпионат Европы 2020 против Словакии.
В мае 2021 года, Мур попал в заявку сборной Уэльса на чемпионат Европы 2020. 12 июня 2021 года, забил первый гол Уэльса на турнире и помог сыграть в ничью со сборной Швейцарии (1:1).

### Выступления за сборную
| Матчи и голы Киффера Мура за национальную сборную Уэльса | Матчи и голы Киффера Мура за национальную сборную Уэльса | Матчи и голы Киффера Мура за национальную сборную Уэльса | Матчи и голы Киффера Мура за национальную сборную Уэльса | Матчи и голы Киффера Мура за национальную сборную Уэльса | Матчи и голы Киффера Мура за национальную сборную Уэльса |
| №                                                        | Дата                                                     | Соперник                                                 | Счёт                                                     | Голы                                                     | Соревнование                                             |
| -------------------------------------------------------- | -------------------------------------------------------- | -------------------------------------------------------- | -------------------------------------------------------- | -------------------------------------------------------- | -------------------------------------------------------- |
| 1                                                        | 9 сентября 2019                                          | Беларусь                                                 | 1:0                                                      |                                                          | Товарищеский матч                                        |
| 2                                                        | 10 октября 2019                                          | Словакия                                                 | 1:1                                                      | 25′                                                      | Отбор на ЧЕ—2020                                         |
| 3                                                        | 13 октября 2019                                          | Хорватия                                                 | 1:1                                                      |                                                          | Отбор на ЧЕ—2020                                         |
| 4                                                        | 16 ноября 2019                                           | Азербайджан                                              | 2:0                                                      | 10′                                                      | Отбор на ЧЕ—2020                                         |
| 5                                                        | 19 ноября 2019                                           | Венгрия                                                  | 2:0                                                      |                                                          | Отбор на ЧЕ—2020                                         |
| 6                                                        | 3 сентября 2020                                          | Финляндия                                                | 1:0                                                      | 80′                                                      | Лига наций 2020/2021                                     |
| 7                                                        | 6 сентября 2020                                          | Болгарии                                                 | 1:0                                                      |                                                          | Лига наций 2020/2021                                     |
| 8                                                        | 8 октября 2020                                           | Англия                                                   | 0:3                                                      |                                                          | Товарищеский матч                                        |
| 9                                                        | 11 октября 2020                                          | Ирландия                                                 | 0:0                                                      |                                                          | Лига наций 2020/2021                                     |
| 10                                                       | 12 ноября 2020                                           | США                                                      | 0:0                                                      |                                                          | Товарищеский матч                                        |
| 11                                                       | 15 ноября 2020                                           | Ирландия                                                 | 1:0                                                      |                                                          | Лига наций 2020/2021                                     |
| 12                                                       | 18 ноября 2020                                           | Финляндия                                                | 3:1                                                      | 84′                                                      | Лига наций 2020/2021                                     |
| 13                                                       | 24 марта 2021                                            | Бельгия                                                  | 1:3                                                      |                                                          | Отбор на ЧМ—2022                                         |
| 14                                                       | 27 марта 2021                                            | Мексика                                                  | 1:0                                                      | 11′                                                      | Товарищеский матч                                        |
| 15                                                       | 30 марта 2021                                            | Чехия                                                    | 1:0                                                      |                                                          | Отбор на ЧМ—2022                                         |
| 16                                                       | 2 июня 2021                                              | Франция                                                  | 0:3                                                      |                                                          | Товарищеский матч                                        |
| 17                                                       | 5 июня 2021                                              | Албания                                                  | 0:0                                                      |                                                          | Товарищеский матч                                        |
| 18                                                       | 12 июня 2021                                             | Швейцария                                                | 1:1                                                      | 74′                                                      | ЧЕ—2020                                                  |
| 19                                                       | 16 июня 2021                                             | Турция                                                   | 2:0                                                      |                                                          | ЧЕ—2020                                                  |
| 20                                                       | 20 июня 2021                                             | Италия                                                   | 0:1                                                      |                                                          | ЧЕ—2020                                                  |
| 21                                                       | 26 июня 2021                                             | Дания                                                    | 0:4                                                      |                                                          | ЧЕ—2020                                                  |
| 22                                                       | 8 октября 2021                                           | Чехия                                                    | 2:2                                                      |                                                          | Отбор на ЧМ—2022                                         |
| 23                                                       | 11 октября 2021                                          | Эстония                                                  | 1:0                                                      | 12′                                                      | Отбор на ЧМ—2022                                         |
| 24                                                       | 16 ноября 2021                                           | Бельгия                                                  | 1:1                                                      | 32′                                                      | Отбор на ЧМ—2022                                         |
| 25                                                       | 1 июня 2021                                              | Польша                                                   | 1:2                                                      |                                                          | Лига наций УЕФА 2022/2023                                |
| 26                                                       | 5 июня 2021                                              | Украина                                                  | 1:0                                                      |                                                          | ЧМ—2022 (плей-офф)                                       |

## Статистика
| Клуб                     | Сезон            | Лига              | Лига  | Лига | Кубки | Кубки | Кубок лиги | Кубок лиги | Другое | Другое | Итого | Итого |
| Клуб                     | Сезон            | Лига              | Матчи | Голы | Матчи | Голы  | Матчи      | Голы       | Матчи  | Голы   | Матчи | Голы  |
| ------------------------ | ---------------- | ----------------- | ----- | ---- | ----- | ----- | ---------- | ---------- | ------ | ------ | ----- | ----- |
| Труро Сити               | 2012/13          | Южная Конференция | 22    | 13   | 1     | 0     | —          | —          | 1      | 0      | 24    | 13    |
| Дорчестер Таун           | 2012/13          | Южная Конференция | 13    | 7    | 0     | 0     | —          | —          | 0      | 0      | 13    | 7     |
| Йовил Таун               | 2013/14          | Чемпионшип        | 20    | 4    | 2     | 1     | 2          | 0          | —      | —      | 24    | 5     |
| Йовил Таун               | 2014/15          | Лига 1            | 30    | 3    | 2     | 1     | 1          | 0          | 1      | 0      | 34    | 4     |
| Йовил Таун               | Итого            | Итого             | 50    | 7    | 4     | 2     | 3          | 0          | 1      | 0      | 58    | 9     |
| Викинг                   | 2015             | Элитсерия         | 9     | 0    | 2     | 0     | —          | —          | —      | —      | 11    | 0     |
| Форест Грин Роверс       | 2015/16          | Национальная лига | 16    | 2    | 0     | 0     | —          | —          | 1      | 0      | 17    | 2     |
| Форест Грин Роверс       | 2016/17          | Национальная лига | 17    | 5    | 1     | 0     | —          | —          | 0      | 0      | 18    | 5     |
| Форест Грин Роверс       | Итого            | Итого             | 33    | 7    | 1     | 0     | —          | —          | 1      | 0      | 35    | 7     |
| Торки Юнайтед (аренда)   | 2016/17          | Национальная лига | 4     | 5    | 0     | 0     | —          | —          | —      | —      | 4     | 5     |
| Ипсвич Таун              | 2016/17          | Чемпионшип        | 11    | 0    | 0     | 0     | 0          | 0          | —      | —      | 11    | 0     |
| Ипсвич Таун              | 2017/18          | Чемпионшип        | 0     | 0    | 0     | 0     | 0          | 0          | —      | —      | 0     | 0     |
| Ипсвич Таун              | Итого            | Итого             | 11    | 0    | 0     | 0     | 0          | 0          | 0      | 0      | 11    | 0     |
| Ротерем Юнайтед (аренда) | 2017/18          | Лига 1            | 22    | 13   | 1     | 0     | 2          | 0          | 0      | 0      | 25    | 13    |
| Барнсли                  | 2017/18          | Чемпионшип        | 20    | 4    | —     | —     | —          | —          | —      | —      | 20    | 4     |
| Барнсли                  | 2018/19          | Лига 1            | 31    | 17   | 3     | 2     | 0          | 0          | 1      | 0      | 35    | 19    |
| Барнсли                  | Итого            | Итого             | 51    | 21   | 3     | 2     | 0          | 0          | 1      | 0      | 55    | 23    |
| Уиган Атлетик            | 2019/20          | Чемпионшип        | 36    | 10   | 0     | 0     | 0          | 0          | —      | —      | 36    | 10    |
| Кардифф Сити             | 2020/21          | Чемпионшип        | 42    | 20   | 0     | 0     | 0          | 0          | —      | —      | 42    | 20    |
| Кардифф Сити             | 2021/22          | Чемпионшип        | 22    | 5    | 0     | 0     | 2          | 0          | —      | —      | 24    | 5     |
| Кардифф Сити             | Итого            | Итого             | 64    | 25   | 0     | 0     | 2          | 0          | 0      | 0      | 66    | 25    |
| Борнмут                  | 2021/22          | Чемпионшип        | 4     | 4    | 0     | 0     | —          | —          | —      | —      | 4     | 4     |
| Борнмут                  | 2022/23          | Премьер-лига      | 27    | 4    | 1     | 0     | 1          | 0          | —      | —      | 29    | 4     |
| Борнмут                  | 2023/24          | Премьер-лига      | 8     | 1    | 2     | 1     | 3          | 0          |        |        | 13    | 2     |
| Борнмут                  | Итого            | Итого             | 39    | 9    | 3     | 1     | 4          | 0          | —      | —      | 46    | 10    |
| Итого за карьеру         | Итого за карьеру | Итого за карьеру  | 366   | 123  | 15    | 5     | 11         | 0          | 4      | 0      | 396   | 128   |

1. ↑  Выступления в турнире Трофей Футбольной ассоциации
2. ↑  Выступления в турнире Трофей Футбольной лиги
3. ↑  Выступления в Плей-офф Национальной лиги
4. ↑  Выступления в турнире Трофей Футбольной лиги

## Достижения

### Клубные
«Борнмут»
- Победитель плей-офф Чемпионшипа: 2021/2022[97]

### Личные
- Команда года по версии ПФА: 2018/2019[64]
- Игрок года «Кардифф Сити»: 2020/2021[98]